# Сломленная ярость
«Сломленная ярость» (англ. Broken Rage) — японский комедийный боевик 2024 года режиссёра Такэси Китано, который также стал автором сценария и возглавил актёрский ансамбль. В фильме также снимались Таданобу Асано, Нао Омори, Хакурю и Сидо Накамура. Премьера фильма состоялась на 81-м Венецианском международном кинофестивале 6 сентября 2024 года.

## Сюжет
Фильм рассказывает дважды одну и ту же историю, как стареющему киллеру по прозвищу Мышь предлагают ультиматум в обмен на свободу. Первая половина фильма исполнена в стиле криминального фильма про якудза. Второй сюжет — это та же самая история, но рассказанная в комедийном стиле.

## В ролях
- Такэси Китано
- Таданобу Асано
- Нао Омори
- Хакурю
- Накамура Сидо II
- Такаши Нишина
- Сёхэй Уно
- Сёкен Кунимото
- Масато Яно
- Сиро Маэда
- Джун Акияма
- Гекидан Хитори
- Масанори Хасэгава
- Азуса Бабазоно
- Могура Сузуки

## Выпуск и приём
«Сломленная ярость» стал первым японским стриминговым продуктом, отобранным для внеконкурсной программы Венецианского кинофестиваля. Его премьера состоялась 6 сентября 2024 года на 81-м Венецианском международном кинофестивале. Мировая премьера фильма состоялась 14 февраля 2025 года на Amazon Prime Video.
На сайте-агрегаторе рецензий Rotten Tomatoes фильм имеет 80 % положительных отзывов основываясь на 10 критических рецензиях.